# Lozuvatka, Peatîhatkî
Lozuvatka (în ucraineană Лозуватка) este localitatea de reședință a comunei Lozuvatka din raionul Peatîhatkî, regiunea Dnipropetrovsk, Ucraina.

## Demografie
Componența lingvistică a localității Lozuvatka
     Ucraineană (93,78%)
     Rusă (3,85%)
     Maghiară (2,01%)
     Alte limbi (0,36%)
Conform recensământului din 2001, majoritatea populației localității Lozuvatka era vorbitoare de ucraineană (93,78%), existând în minoritate și vorbitori de rusă (3,85%) și maghiară (2,01%).